# Étienne-Simon de Gamaches
Étienne-Simon de Gamaches ou Étienne-Simon Gamaches, né à Meulan en 1672 et mort à Paris le 18 février 1756, est un religieux français, philosophe et vulgarisateur scientifique, membre associé de l’Académie des sciences.

## Biographie
Étienne-Simon de Gamaches entre dans l'ordre des chanoines réguliers de la Sainte-Croix en 1698 et fait partie des chanoines réguliers de Sainte-Croix de la Bretonnerie à Paris jusqu'à sa mort ; il sera prieur de Paris à deux reprises, et provincial de l'ordre pour la France en 1727-1736 et de 1748 à 1755.
Il est élu membre associé libre surnuméraire de l'Académie des Sciences en 1732, et membre associé libre en 1735,.

## Ouvrages
Ses ouvrages cherchent à rattacher les idées morales et religieuses à la métaphysique, et à les rendre saisissantes et aimables au moyen de raisonnements simples et d’un style agréable ; il s'inscrit dans la lignée de Fontenelle,. Il publie en 1704, sous le pseudonyme de « Monsieur de Clarigny », son premier ouvrage, Le système du cœur, consacré à l'amour, l'amitié et l'amour-propre et définit l'amour comme « un penchant naturel qui nous
porte à nous unir aux objets qui nous paraissent agréables » et une passion déterminée par notre « rapport aux objets sensibles ».
En 1718 il publie anonymement Les Agréments du langage réduits à leurs principes, ouvrage qui s'inscrit dans la tradition rhétorique, consacré à une théorie générale du discours et aux phénomènes de l'énonciation ; il y analyse ce qu'il appelle « les tours brillants », dont il montre qu'ils sont fondés sur une « supposition ».
Les Lettres persanes, publiées en 1721 sans nom d’auteur à Amsterdam sous le pseudonyme d'éditeur « Pierre Marteau » et le faux lieu de publication de Cologne, sont attribuées au père Gamaches par le périodique Mémoires historiques et critiques, 15 janvier 1722, p. 22 ; le Mercure de France indique en septembre-octobre 1723, p. 544, qu'on attribue l'ouvrage « à celui qui nous a donné Le Système du Cœur et Les Agréments du langage ».
Les deux ouvrages scientifiques de Gamaches, qu'il publie sous son nom, Système du mouvement en 1721 et Astronomie physique paru en 1740 où il « entreprend de démontrer que les Principes que fournit la philosophie cartésienne sont les seuls que l’on puisse adapter au mécanisme astronomique », sont une défense des théories de René Descartes, contre celles d'Isaac Newton ; c'est à ce titre qu'il est cité dans l'article « Cartésianisme » de l'Encyclopédie : « Un Philosophe moderne, écrivain élégant & homme de beaucoup d’esprit, M. l’abbé de Gamaches, de l’Académie royale des Sciences, a démontré à la tête de son Astronomie physique, que pour un Cartésien, il ne doit point y avoir de mouvement absolu, & que c’est une conséquence nécessaire de l’opinion de Descartes, que l’étendue & la matière sont la même chose ». L'Astronomie physique a été l'une des sources d'inspiration pour la dernière édition revue par Fontenelle de ses Entretiens sur la pluralité des mondes en 1742.

## Œuvres
- Système du cœur ou Conjectures sur la manière dont naissent les différentes affections de l'âme, principalement par rapport aux objets sensibles, Paris, Denis Dupuys, 1704, 324 p. ; 2e édition en 1708, Paris, Michel Brunet, 294 p.
- Les Agréments du langage réduits à leurs principes, Paris, 1718, 392 p. Lire en ligne sur Gallica ; édition critique de la troisième partie par Jean-Paul Sermain, Paris, Éditions des Cendres, 1992, 186 p.  (ISBN 2-86742-039-3).
- Système du mouvement, Paris, Jean-Michel Garnier, 1721, 122 p. Lire en ligne sur Gallica.
- Système du philosophe chrétien, Paris, Charles Antoine Jombert, 1746, 40 p.
- Dissertations littéraires et philosophiques, chez de Nully, Paris, 1755.
- Astronomie physique, ou, Principes généraux de la nature, appliqués au mécanisme astronomique, et comparés aux principes de la philosophie de M. Newton, Paris, Charles Antoine Jombert, 1740, 362 p. Lire en ligne sur Gallica ; reproduction en fac-similé, Paris, Hachette Livre et Bibliothèque nationale de France, 2017  (ISBN 978-2019-72-069-8).